# 美袋站
美袋站（日语：／ Minagi eki */?）是位於岡山縣總社市美袋，西日本旅客鐵道（JR西日本）的伯備線車站。難讀站名之一。車站編號為「JR-V10」。

## 歷史
- 1925年（大正14年）5月17日 - 伯備南線宍粟站（現時為豪溪站）至美袋站之間開業，此終點站啟用。
  - 當時車站地址為岡山縣吉備郡日美村美袋。
- 1926年（大正15年）6月20日 - 伯備南線木野山站至此站開業，成為中途站。
- 1928年（昭和3年）10月25日- 伯備南線成為伯備線一部分。
- 1952年（昭和27年）4月1日 - 隨著昭和町（日语：昭和町 (岡山県)）成立，車站地址為岡山縣吉備郡昭和町美袋。
- 1972年（昭和47年）4月22日 - 昭和町編入至總社市（第一次），車站地址為岡山縣總社市美袋。
- 1987年（昭和62年）4月1日 - 伴隨國鐵分割民營化，車站由西日本旅客鐵道（JR西日本）營運。
- 2005年（平成17年）3月22日 - 隨著總社市（第二次）成立，車站地址為岡山縣總社市美袋。
- 2007年（平成19年）
  - 4月1日 - 成為無人車站。
  - 7月2日 - 引入可接受ICOCA的自動閘機。
  - 9月1日 - 此站可以使用IC卡「ICOCA」。
  - 12月7日 - 車站大樓登錄成為登録有形文化財。
- 2016年 （平成28年） - 觀光Gallery開幕

## 車站構造

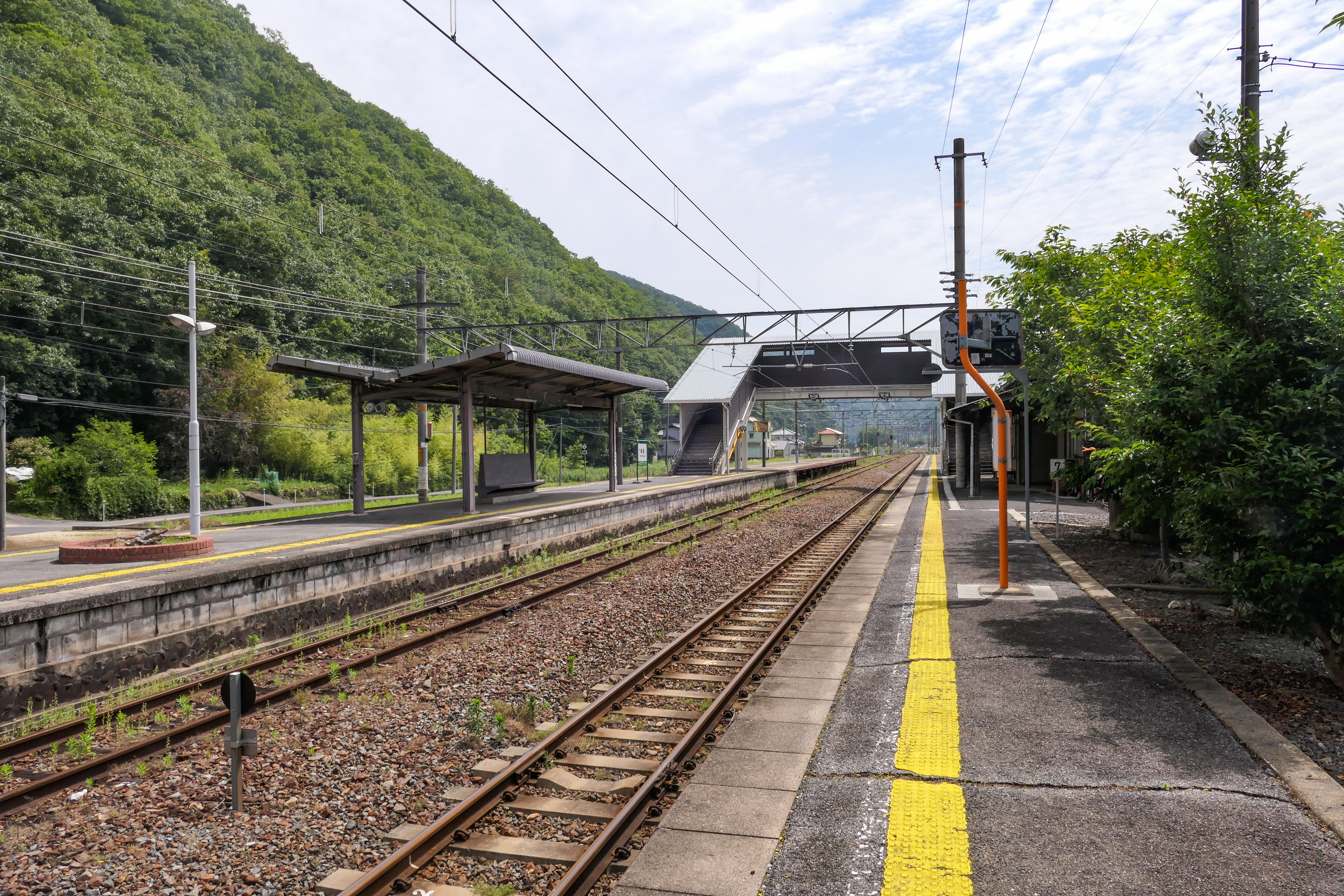
月台（2023年6月）

車站是一座地面車站，設有2面3線的單式、島式月台。車站大樓位於單式月台（1號月台）旁邊。各月台之間設有跨線橋連接。車站大樓是一座別具一格的古老木製瓷磚建議物。
此站曾經為簡易委託車站。在2007年（平成19年）起完全成為無人車站，現時由倉敷站管理。車站可以使用ICOCA與其互相可以使用的IC卡。車站內設有自動售票機（可讓ICOCA增值）及簡易型自動閘機。車站內設有男女廁。
車站大樓在2007年（平成19年）12月7日被登錄為登録有形文化財。車站大樓在伯備線倉敷至美袋之間開通時，即1925年（大正14年）已經建成。為一座木造平房（79平方米），設有瓷磚屋頂。大樓的特徵是在外牆上堆疊木板的結構。除了車站入口的門口與窗改為鋁製外，其實均保留建成當初的風格。大樓在1985年（昭和60年）起由總社市管理。

### 月台
| 月台 | 路線   | 上下行 | 方向           |
| ---- | ------ | ------ | -------------- |
| 1・2 | 伯備線 | 上行   | 倉敷、岡山方向 |
| 3    | 伯備線 | 下行   | 新見、米子方向 |

1號月台為上行本線，3號月台為下行本線，2號月台為上下行副本線。等待特急通過時會使用2號月台。
原本車站大樓旁的月台為1號月台（下行月台），在2019年3月16日時間表修正後，改變為上行月台為1號月台

## 使用狀況
以下為近年1日平均乘車人次列表：
| 乘車人次變化 | 乘車人次變化    |
| 年度         | 1日平均乘車人次 |
| ------------ | --------------- |
| 1999         | 390             |
| 2000         | 368             |
| 2001         | 348             |
| 2002         | 318             |
| 2003         | 320             |
| 2004         | 300             |
| 2005         | 305             |
| 2006         | 297             |
| 2007         | 313             |
| 2008         | 310             |
| 2009         | 288             |
| 2010         | 294             |
| 2011         | 279             |
| 2012         | 288             |
| 2013         | 280             |
| 2014         | 269             |
| 2015         | 271             |
| 2016         | 278             |
| 2017         | 282             |
| 2018         | 276             |

## 車站周邊
- 總社市政廳昭和出張所（前・昭和町（日语：昭和町 (岡山県)）公所）
- 美袋郵局
- 高梁川
- 國道180號（日语：国道180号）
- 總社市立昭和中學
- 總社市立昭和小學
- 岡山縣道54號倉敷美袋線（日语：岡山県道54号倉敷美袋線）
- 岡山縣道193號美袋停車場線（日语：岡山県道193号美袋停車場線）

## 作品
堺搬運中心 電視廣告「青梅竹馬篇」―（2017年〔平成29年〕11月拍攝）在此站登場。

## 相鄰車站
西日本旅客鐵道
 伯備線
日羽（JR-V09）－美袋（JR-V10）－備中廣瀨（JR-V11）

## 注腳
1. ↑  於2019年3月時間表修正後，在岡山分社的小冊子中記載新的月台安排。
2. ↑  岡山縣統計年報
3. ↑  日本放映プロ公式WEBサイト | 久保田 直樹 （页面存档备份，存于） 平成30年6月30日參閲
4. ↑  2017年度の撮影実績：JR西日本 （页面存档备份，存于） 平成30年6月30日閲覧

## 外部連結
- 美袋｜車站資訊：JR出門網 - 西日本旅客鐵道